# أولاد احمد 2 (دار بوعزة)
أولاد احمد 2 هي إحدى مشيخات المملكة المغربية، تتبع جغرافيا لإقليم النواصر وإداريًا لدار بوعزة. يقدر عدد سكانها بـ 13910 نسمة حسب الإحصاء الرسمي للسكان والسكنى لسنة 2004.